# Crossroads
"Crossroads" (tiếng Hàn: 교차로; Romaja: Gyocharo) là một bài hát của nhóm nhạc nữ Hàn Quốc GFriend trong mini album thứ tám của nhóm, 回:Labyrinth (2020). Bài hát được phát hành vào ngày 3 tháng 2 năm 2020, thông qua Source Music. Album đĩa đơn tiếng Nhật 回:Labyrinth ~Crossroads~ được phát hành vào ngày 14 tháng 10 năm 2020 bởi King Records, bao gồm các phiên bản tiếng Nhật của "Crossroads" và "Labyrinth".

## Mô tả
Bài hát được viết bởi Noh Jooh-wan và được sản xuất bởi Noh Jooh-wan và Lee Won-jong. Cả hai đã cùng thực hiện các bài hát khác của GFriend như "Time for the Moon Night" và "Sunrise". Nó được mô tả bởi Tamar Herman của Billboard, như một bài hát "tinh túy của GFriend với giai điệu tổng hợp cao vút, du dương theo giai điệu của nó khi các thành viên cất tiếng hát."

## Tác động thương mại
Bài hát ra mắt ở vị trí số 32 trên trên Gaon Digital Chart, trên bảng xếp hạng từ ngày 3 tháng 2 đến ngày ngày 7 tháng 2 năm 2020. Bài hát cũng được xếp ở vị trí số 4 trên bảng xếp hạng tải xuống thành phần, và số 63 trong tuần phát hành bài hát trên bảng xếp hạng trực tuyến.

## Video âm nhạc
Video âm nhạc cho bài hát được phát hành vào ngày 3 tháng 2 năm 2020, cùng lúc với mini album. Đây cũng là lần đầu tiên video âm nhạc của nhóm được tải trên kênh YouTube của Big Hit Labels sau khi Big Hit Entertainment mua lại Source Music vào ngày 29 tháng 7 năm 2019.

## Bảng xếp hạng
| Bảng xếp hạng (2018)     | Vị trí cao nhất |
| ------------------------ | --------------- |
| Hàn Quốc (Gaon)          | 32              |
| Hàn Quốc (K-pop Hot 100) | 20              |